# ほしの竜一
ほしの 竜一（ほしの りゅういち）は、日本の漫画家、愛知県豊川市出身。東海学園大学人文学部教授。

## 人物・経歴
愛知県立豊橋東高等学校卒業。本名、戸谷邦行。石ノ森章太郎、里中満智子を顧問とする「墨汁三滴」会員。1970年より同人誌で活動、有名漫画家のアシスタントを経て、1975年に独立。『SDガンダム外伝 ナイトガンダム物語』や『ファミ拳リュウ』等が主な代表作。有限会社オフィス安井に所属。
日本工学院専門学校総合アニメーション科マンガコース講師、東映アニメーション研究所コミック・マンガコース講師、名古屋総合デザイン専門学校マンガコース講師、創造学園大学芸術学部芸術学科マンガコース非常勤講師、宝塚造形芸術大学東京メディアコンテンツ学部メディアコンテンツ学科マンガコース非常勤講師、東海学園大学人文学部人文学科マンガ・映像コース准教授を経て、2017年4月から同教授。
ペンネームは、本人がプロ野球の中日ドラゴンズのファンであるため、ドラゴンズの監督だった星野仙一からとられている。

## 作品リスト
- ローラーポリス太陽刑事 - 原作：古沢一誠
- はてさてナンダー - 「とや邦行」名義
- プロレス八拳伝
- ファミ拳リュウ
  - ファミ拳リュウ（ゲーム必勝法）
  - ファミコン風雲児対ファミ拳リュウ
- 鎧伝サムライトルーパー
- SDガンダム外伝 騎士ガンダム物語シリーズ
- 魔戦童子YOROI!
- ゲゲゲの鬼太郎 妖怪千物語 - 第一部の雑誌掲載時の題名は「ゲゲゲの鬼太郎R 妖怪千物語」
  - 単行本にて、貸本時代からの鬼太郎ファンであると述べている。
- ファインディング・ニモ

## 論文
- （共著）「農業体験学習が大学生の自己意識に与える影響: 効果測定のための尺度作成の試み」『東海学園大学研究紀要』(19)  , pp.3 - 16 , 2014-03-31